# Budapesti Újság City
A Budapesti Újság City  kb. 100 000 példányban terjesztett ingyenes budapesti hetilap. Neve 2008 szeptemberéig Busz volt. Az újságot másik két hetilapja (Budapesti Piac és Budapesti Piac Plusz) mellett a Budapesti Piac Marketing Kft. adta ki. 2011 decemberében szűnt meg.

## Terjesztése
Szerdától péntekig a főváros 35 pontján (az M2 és M3 megállóiban, illetve Kosztolányi Dezső tér, Móricz Zsigmond körtér, Etele tér, Margit híd budai hídfő, Flórián tér, Szentlélek tér, békásmegyeri HÉV végállomás) rikkancsoktól, illetve egészségügyi intézményekben, irodaházakban, művelődési központokban, színházakban, élelmiszerüzletekben, gyorséttermekben, kávézókban, wellness központokban, egyetemeken illetve több kereskedőnél kihelyezett tartóállványokon vagy asztali displayeken.

## Állandó rovatai
- Interjú (színészek, sportolók, tévés személyiségek)
- Paparazzi (sztárok, pletykák, érdekességek)
- Programajánló (színházak, múzeumok, művelődési házak programjai)
- Utazás (érdekes útibeszámolók, jótanácsok)
- Életmód (egészséggel, szépséggel kapcsolatos cikkek)
- Közmű (víz, gáz, elektromos spórolási ötletek)
- Álláspont (a munkaerőpiac hírei)
- Rejtvény (skandi tárgynyereményekkel)
- Apróhirdetés